# Buraq Hajib
 (octobre 2023).
La mise en forme du texte ne suit pas les recommandations de Wikipédia : il faut le « wikifier ».
Les points d'amélioration suivants sont les cas les plus fréquents. Le détail des points à revoir est peut-être précisé sur la page de discussion.
- Les titres sont pré-formatés par le logiciel. Ils ne sont ni en capitales, ni en gras.
- Le texte ne doit pas être écrit en capitales (les noms de famille non plus), ni en gras, ni en italique, ni en « petit »…
- Le gras n'est utilisé que pour surligner le titre de l'article dans l'introduction, une seule fois.
- L'italique est rarement utilisé : mots en langue étrangère, titres d'œuvres, noms de bateaux, etc.
- Les citations ne sont pas en italique mais en corps de texte normal. Elles sont entourées par des guillemets français : « et ».
- Les listes à puces sont à éviter, des paragraphes rédigés étant largement préférés. Les tableaux sont à réserver à la présentation de données structurées (résultats, etc.).
- Les appels de note de bas de page (petits chiffres en exposant, introduits par l'outil «  Source ») sont à placer entre la fin de phrase et le point final[comme ça].
- Les liens internes (vers d'autres articles de Wikipédia) sont à choisir avec parcimonie. Créez des liens vers des articles approfondissant le sujet. Les termes génériques sans rapport avec le sujet sont à éviter, ainsi que les répétitions de liens vers un même terme.
- Les liens externes sont à placer uniquement dans une section « Liens externes », à la fin de l'article. Ces liens sont à choisir avec parcimonie suivant les règles définies. Si un lien sert de source à l'article, son insertion dans le texte est à faire par les notes de bas de page.
- La présentation des références doit suivre les conventions bibliographiques. Il est recommandé d'utiliser les modèles {{Ouvrage}}, {{Chapitre}}, {{Article}}, {{Lien web}} et/ou {{Bibliographie}}. Le mode d'édition visuel peut mettre en forme automatiquement les références.
- Insérer une infobox (cadre d'informations à droite) n'est pas obligatoire pour parachever la mise en page.

Pour une aide détaillée, merci de consulter Aide:Wikification.
Si vous pensez que ces points ont été résolus, vous pouvez retirer ce bandeau et améliorer la mise en forme d'un autre article.
Buraq Hajib, également orthographié Baraq Hajib (mort en 1234), était un Khitan qui fonda la dynastie Qutlugh-Khanid dans la province méridionale de Kirman en Perse au début du XIIIe siècle après la conquête du Qara Khitai sinisé (dynastie Liao occidentale) par l'Empire mongol. La dynastie fondée par Buraq Hajib prit fin au XIVe siècle.

## Origine
Les Khitans du nord de la Chine étaient connus sous le nom de خطا en arabe ( Khata ) et sont mentionnés par les chroniqueurs musulmans comme ayant combattu les musulmans et fondé le Qara Khitai (dynastie Liao occidentale). Après la destruction du royaume de Qara Khitai par les Mongols sous Gengis Khan en 1218, l'ancienne terre des Qara Khitai fut absorbée par l'empire mongol. Une petite partie de la population sous Buraq Hajib s'est installée dans la province persane de Kirman, s'est convertie à l'islam et y a établi une dynastie locale.

## Premières années
On pense que Buraq Hajib est un membre de la dynastie Qara Khitai et le fils d'un noble Khitan Kulduz. Buraq Hajib et son frère Hamīd Pur (ou Khan Temür). Tayangu furent détenus ou capturés par Muhammad de Khwarezm en 1210 et reçurent des postes importants. Il était initialement au service du prince Khwarazm Ghiyas-ad-Din Purshah, sous lequel il était surnommé Qutlugh Khan. Il fut bientôt nommé commandant d'Ispahan pour les Khwarazmshahs. Il est arrivé à Kerman d'abord en tant que commandant de l'armée de Purshah, le rejoignant dans la bataille contre l'atabeg Salghurid Sa'd I. Cependant, il a eu une dispute avec le vizir de Purshah, Tajaddin Karim ash-Sharq, et est parti pour l'Inde en entendant l'approche d'une armée mongole. sous le commandement de Tolun Cherbi (beau-fils de Hoelun ). Alors qu'il se dirigeait vers l'Inde, Buraq fut attaqué par le gouverneur local de Kirman - Shuja ad-Din Abul-Qasim, mais Buraq réussit à le vaincre grâce à la défection des Turcs et décida de lancer un siège de Kirman. Il s'était d'abord soumis à Jalal ad-Din, offrant la main de sa fille, qui à son tour l'a aidé à conquérir Kirman. Il s'implique rapidement dans la politique locale, aidant l'émir nasride Ali b. Harb dans sa lutte pour le trône en 1225.

## Règne
En 1228, le prince Khwarazm Ghiyas-ad-Din Purshah chercha refuge à Kirman après avoir encouru la colère de son frère, le sultan Jalal ad-Din. Profitant d'une situation favorable, Buraq l'a forcé à donner la main à sa mère et à l'épouser. Après une révélation d'un complot impliquant deux nobles Khitan et Ghiyas-ad-Din. lui et sa mère furent bientôt assassinés par Buraq. Quelque temps plus tard, Buraq se convertit à l'islam et demanda l'investiture au calife abbasside et reçut le titre de sultan Qutlugh. Son action suivante fut de s'allier aux Atabegs de Yazd par le mariage. Buraq se soumit plus tard à l'Empire mongol, et lui et ses successeurs reçurent le titre de Qutlugh Khan et furent autorisés à régner en tant que vassal des Mongols. Tout au long de son règne, la dynastie continua à être connue sous le nom de Qara Khitai. La dynastie Kirmanide comptait au total 9 dirigeants, dont deux femmes.
Il envoya son fils Rukn al-Din Mubarak Khwaja à la cour d'Ögedei juste avant sa mort en 1234/5. Son neveu Qutb al-Din Mohammad lui succéda.

## Famille
Il avait au moins deux épouses – une veuve de Muhammad II de Khwarazm et Uka Khatun. Son fils unique était Rukn al-Din Mubarak Khwaja, né d'Uka Khatun. Kutlugh Turkan était probablement l'une de ses concubines, bien que selon Fatema Mernissi elle était sa fille Khan Turkan (voir ci-dessous). Il a eu au moins 4 filles :
- Une fille - mariée à Jalal ad-Din
- Sevinch Khatun - marié à Chagatai
- Khan Turkan - marié à son neveu Qutb al-Din Mohammad. Selon Vladimir Minorsky, son identité a été confondue avec Kutlugh Turkan[4].
- Yaqut Turkan - marié à Mahmud Shah (r. 1229-1241), Atabeg de Yazd [7]"ATĀBAKĀN-E YAZD – Encyclopaedia Iranica". www.iranicaonline.org. Retrieved 2019-10-04..
- Maryam Turkan - mariée à Mohyi al-Din, neveu de Sam ibn Wardanruz, Atabeg de Yazd